# Willie Sojourner
Willard Leon Sojourner, más conocido como Willie Sojourner, (Filadelfia, Pensilvania, 10 de septiembre de 1948-Rieti, Italia, 20 de octubre de 2005) fue un exjugador de baloncesto estadounidense. Con 2.03 de estatura, su puesto natural en la cancha era el de pívot. Es el hermano del también baloncestista Mike Sojourner.

## Trayectoria
- Germantown High School
- Universidad de Weber State (1967-1971)
- Virginia Squires (1971-1973)
- New York Nets (1973-1975)
- Lancaster Red Roses (1975-1976)
- AMG Sebastiani Rieti (1976-1982)
- Grifone Perugia (1982-1983)

## Fallecimiento
Willie Sojourner murió en accidente de coche cerca de Rieti, Italia, donde jugó durante seis años. En el momento de su fallecimiento era ayudante del entrenador en el Sebastiani Rieti. El Nuova Sebastiani Basket Rieti, equipo sucesor del que jugó Willie, juega en el pabellón PalaSojourner, nombre puesto en su honor.